# Іванівка (Дворічанська селищна громада)
Іва́нівка —  село в Україні, у Дворічанській селищній громаді Куп'янського району Харківської області. Населення становить 82 осіб. До 2020 орган місцевого самоврядування — Новоєгорівська сільська рада.
Село тимчасово окуповане російськими військами з 24 лютого 2022 року в ході широкомасштабного вторгнення Росії в Україну.

## Географія
Село Іванівка знаходиться на початку балки Колодна, за 2 км від село Новоєгорівка, поряд з селом протікає пересихаючий струмок на якому зроблено кілька загат. До села примикає невеликий садовий масив.

## Історія
- 1850 - дата заснування.
- 7 (20) листопада 1917 року, відповідно до.Третього Універсалу Української Центральної Ради, увійшло до складу Української Народної Республіки[1].
- 12 червня 2020 року, відповідно до Розпорядження Кабінету Міністрів України  № 725-р «Про визначення адміністративних центрів та затвердження територій територіальних громад Харківської області», увійшло до складу Дворічанської селищної громади.[2]
- 19 липня 2020 року, в результаті адміністративно - територіальної реформи та ліквідації Дворічанського району, село увійшло до складу Куп'янського району Харківської області[3].

## Економіка
- В селі є свино-товарна ферма з відстійниками.

## Відомі уродженці
- Мечников Ілля Ілліч — бактеріолог та імунолог, лауреат Нобелівської премії з медицини та фізіології 1908 року «За вивчення імунної системи». Народився в селі Іванівка.